# 有界化
有界化（ゆうかいか、英語: bounding）とは、連続性をもつ絶対空間に対して仕切りを設定することである。有界化は絶対空間の実質的包摂の過程で、絶対空間の連続性を否定するために行う。
絶対空間は、原初的に物体や経済・社会諸主体の容器として機能するが、連続性をもち、その中にあるすべての物体や市場主体間の相互作用を許容して、均質化してしまう。だがこれでは、物体や市場主体の独立性・固有にもつ性格を維持できないので、絶対空間に仕切り（境界）を設け、相互作用が出来ないようにする。これを、有界化（bounding)という。有界化は、家屋の部屋相互の仕切り、敷地間の塀、国家の間の国境線など、数多くの空間スケールにおいて行われる。有界化されることによって絶対空間はその無限の連続性を失い、領域として分断され、絶対空間の連続性や均質化は、領域内でのみ作用することとなる。
とはいえ、経済・社会主体は、主体相互の相互関係を持たなければ存続できないから、この有界化は、境界の透過性（porosity of boundary)によって、制限つきで破られざるを得ない。どれだけの透過性を境界に許容するかは、その境界によって取り囲まれた領域を支配する権力の意思によって規定される。敷地に門を設けて鍵を持つ家族や会社の関係者のみが出入りできるようにしたり、国境で査証や関税による出入国管理・輸出入管理を行って国内の労働力需給や財の需給を調節したりするのは、この透過性が操作されている例である。このように、有界化においては、「閉鎖」のベクトルと「開放」のベクトルがせめぎ合っている。この弁証法を巧みに使い、矛盾の空間的・時間的先送りをするのが、空間的回避である。